# Весёлый (Лиманский сельсовет)
Весёлый — хутор в Ипатовском районе (городском округе) Ставропольского края Российской Федерации.

## География
Расстояние до краевого центра: 70 км. Расстояние до районного центра: 49 км.

## История
Основан в 1923 году. Первыми поселенцами стали жители из села Малые Ягуры (ныне Туркменского района Ставропольского края). В последующие годы хутор заселялся выходцами из Полтавской, Брянской, Орловской областей.

Когда был собран первый урожай с целинных земель, хуторяне устроили праздник, на который пригласили ближайших соседей жителей а. В. Барханчак. Праздник удался, было много песен, шуток, соревнований. При прощании один из гостей сказал: «Какой веселый ваш хутор!» Это название «Веселый» осталось и поныне.— Из исторической справки на сайте АМО Лиманского сельсовета
В 1936 году в Весёлом были построены школа, клуб, складские помещения, кузница.
В 1939 году хутор был передан в Ипатовский район.
До 1 мая 2017 года хутор входил в упразднённый Лиманский сельсовет.

## Население
| 1989 | 2002 | 2010 | 2014 | 2023 |
| ---- | ---- | ---- | ---- | ---- |
| 177  | ↘171 | ↘114 | ↘100 | ↗132 |

По данным переписи 2002 года, 48 % населения — русские.

## Инфраструктура
В Весёлом две улицы — Восточная и Е. Хомик[что?]. На северо-восточной окраине хутора расположено общественное открытое кладбище площадью 10 тыс. м².